# Warren Sapp

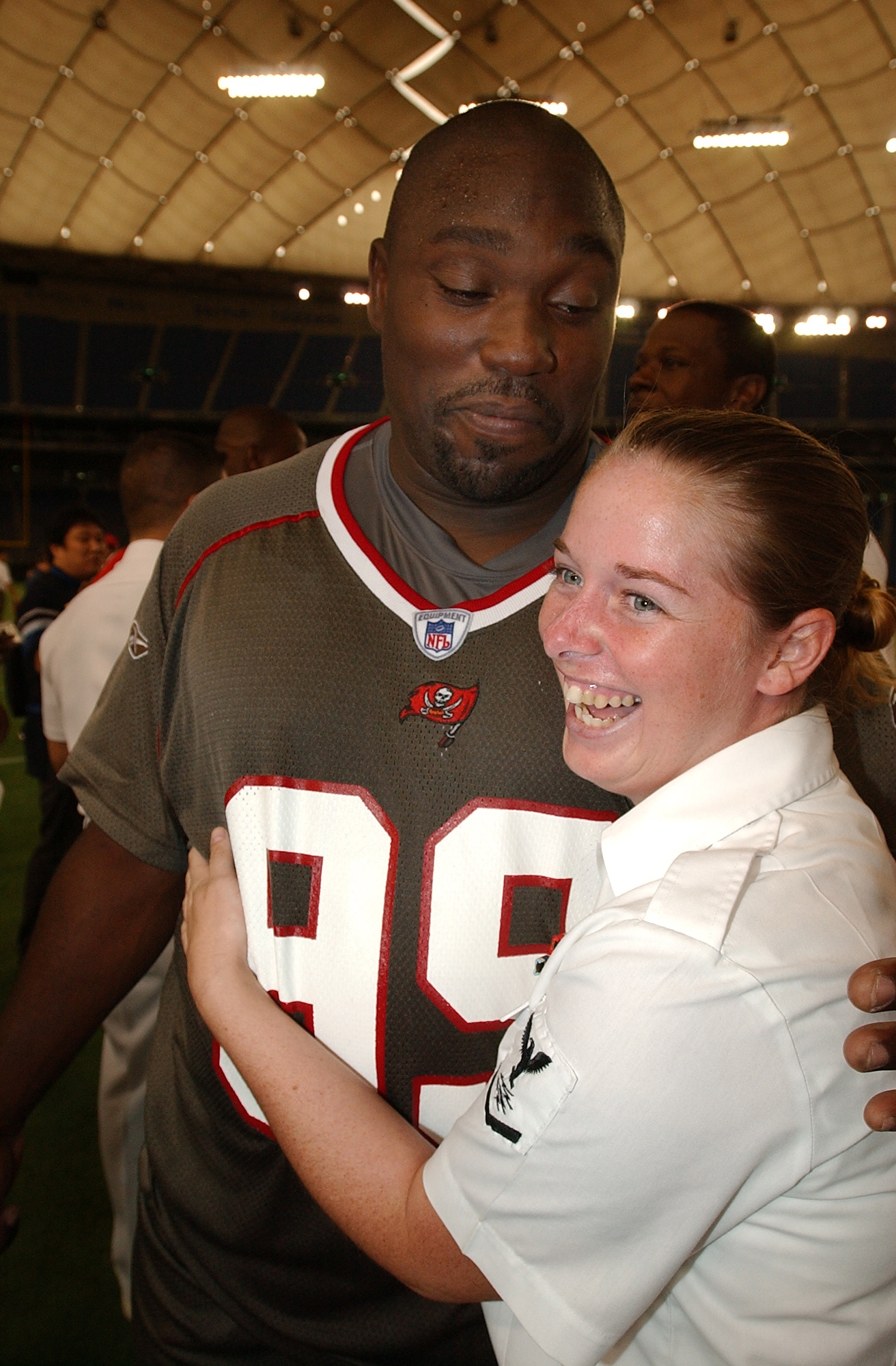
Warren Sapp en fan

Warren Carlos Sapp (19 december 1972, Orlando, Florida) is een voormalig Americanfootballspeler die in dienst was van de Oakland Raiders. Sapp staat bekend om zijn gedrevenheid, zijn agressieve speelwijze en intimiderende houding binnen het veld. Warren Sapp heeft geen familiebanden met K1-boxer Bob Sapp, zoals vaak gedacht wordt.

## Jeugd
Sapp groeide op in Plymouth, Florida, een klein plattelandsdorpje aan de kustlijn van Florida. Diep in de jaren 80 kreeg hij de erkenning als buitengewone football speler op de Apopka High School in Apopka, Florida als linebacker, tight end en punter (gemiddeld 43.5 yards). Een noemenswaardig feit is dat Sapp in zijn jongere jaren een speler van de Dr. Phillips High School een hersenschudding bezorgde ten gevolge van een tackle. Deze speler was Johnny Damon, tegenwoordig een honkbal speler van de New York Yankees.

## College Football
Als een van de meest begeerde high school-spelers van Amerika koos Warren Sapp voor de Universiteit van Miami, een van de betere universiteiten van Amerika wat betreft football en sport in het algemeen. Omgevormd tot defense tackle veroverde Sapp de Bronko Nagurski Trophy (beste defensieve speler), de Chuck Bednarik Award (defensieve speler) en de Lombardi Award (beste lineman en/of linebacker, allemaal in 1994. Tevens kwam de naam van Sapp voor in verschillende All-American teams.

## NFL Football

### Tampa Bay Buccaneers
Na een succesvolle college football periode als een Miami Hurricane, werd Warren Sapp als 12de geselecteerd in de 1995 NFL Draft door de Tampa Bay Buccaneers. Bij aankomst in Tampa Bay veroverde Sapp vrijwel direct een plek als starter als rechter defensive tackle. Na zijn eerste seizoen in het zuiden van Florida stond de teller op 27 tackles en een interception. De jaren daarop ontwikkelde Sapp zich verder als speler met respectievelijk 51 tackles en 9 sacks en 58 tackles en 10.5 sacks in 1996 en 1997. In 1997 maakte Warren Sapp eveneens zijn opwachting in zijn eerste Pro Bowl. Sindsdien werd hij 6 jaar op rij uitgenodigd in Hawaï om deel te nemen aan de jaarlijkse All-Star wedstrijd.

### Super Bowl XXXVII
In 2002 had Warren Sapp een belangrijk aandeel in de Super Bowl overwinning van de Tampa Bay Buccaneers, versus de Oakland Raiders. Warren Sapp maakte vijf tackles en twee sacks ten tijde van de play off's in aanloop naar de Super Bowl in 2003.

### Oakland Raiders
Ondanks dat in 2004 bekend werd dat Sapp geïnteresseerd was in het accepteren van een contract voor 4 jaar, ter waarde van $16 miljoen, van de Cincinnati Bengals koos Warren Sapp voor een zevenjarig contract bij de Oakland Raiders. De verbintenis leverde de defensive tackle $36.6 miljoen op. In zijn eerste seizoen in Oakland startte Sapp alle 16 wedstrijden, zowel in de rol als defensive tackle als een defensive end. Sapp was in zijn eerste jaar als Raider goed voor 42 tackles, 2.5 sacks en heroverde twee fumbles. In 2005 verschoof Sapp terug naar het midden van de defensive line, als defensive tackle. Hij startte de eerste 10 wedstrijden, met een gemiddelde van 2.5 tackles per wedstrijd. Met 5 sacks eindigde hij achter Derrick Burgess met meeste sacks van het team. Sapp miste echter de laatste zes wedstrijden van het 2005-seizoen door een schouder blessure. In 2006 haalde Sapp zijn oude niveau en werd hij genomineerd om deel te nemen aan zijn 8ste Pro Bowl. Sapp was, samen met de Raider defense, een van de weinige positieve dingen binnen de Raiders organisatie, die met het slechtste resultaat over 2006 gezien de first overall pick voor de 2007 NFL Draft wist te bemachtigen. Sapp mocht in 2006 32 tackles, 10 sacks en een fumble op zijn conto schrijven.

## NFL Football Statistieken
| Jaar   | Team                 | G   | TTkl | Ast | Sacks | Int | Yds | Avg | Lg | TD | Pass Def | FF | FR |
| ------ | -------------------- | --- | ---- | --- | ----- | --- | --- | --- | -- | -- | -------- | -- | -- |
| 1995   | Tampa Bay Buccaneers | 16  | 26   | 10  | 3     | 1   | 5   | 5.0 | 5  | 1  | 4        | 1  | 0  |
| 1996   | Tampa Bay Buccaneers | 15  | 51   | 10  | 9     | 0   | 0   | 0   | 0  | 0  | 0        | 1  | 0  |
| 1997   | Tampa Bay Buccaneers | 15  | 58   | 11  | 10.5  | 0   | 0   | 0   | 0  | 0  | 2        | 2  | 0  |
| 1998   | Tampa Bay Buccaneers | 16  | 44   | 16  | 7     | 0   | 0   | 0   | 0  | 0  | 2        | 2  | 0  |
| 1999   | Tampa Bay Buccaneers | 15  | 41   | 14  | 12.5  | 0   | 0   | 0   | 0  | 0  | 4        | 4  | 0  |
| 2000   | Tampa Bay Buccaneers | 16  | 52   | 9   | 16.5  | 0   | 0   | 0   | 0  | 0  | 3        | 1  | 0  |
| 2001   | Tampa Bay Buccaneers | 16  | 36   | 8   | 6     | 0   | 0   | 0   | 0  | 0  | 0        | 1  | 0  |
| 2002   | Tampa Bay Buccaneers | 16  | 47   | 7   | 7.5   | 2   | 0   | 0   | 0  | 0  | 2        | 1  | 0  |
| 2003   | Tampa Bay Buccaneers | 15  | 43   | 7   | 5     | 0   | 0   | 0   | 0  | 0  | 3        | 2  | 0  |
| 2004   | Oakland Raiders      | 16  | 42   | 12  | 2.5   | 0   | 0   | 0   | 0  | 0  | 0        | 0  | 0  |
| 2005   | Oakland Raiders      | 10  | 32   | 12  | 2.5   | 1   | 3   | 3.0 | 3  | 0  | 2        | 1  | 0  |
| 2006   | Oakland Raiders      | 16  | 47   | 15  | 10    | 0   | 0   | 0   | 0  | 0  | 2        | 1  | 0  |
| Totaal |                      | 182 | 519  | 122 | 94.5  | 4   | 8   | 2.0 | 5  | 1  | 24       | 17 | 0  |

Pro Bowl-verschijning

## Prijzen en onderscheidingen
- 1994: Bronko Nagurski Trophy
- 1994: Chuck Bednarik Award
- 1994: Lombardi Award
- 1999: NFL's Defensive Player of the Year

- NFL's 1990s All-Decade Team
- Pro Bowl 1997, 1998, 1999, 2000, 2001, 2002, 2003, 2006